# Podgórski cmentarz żydowski nowy w Krakowie

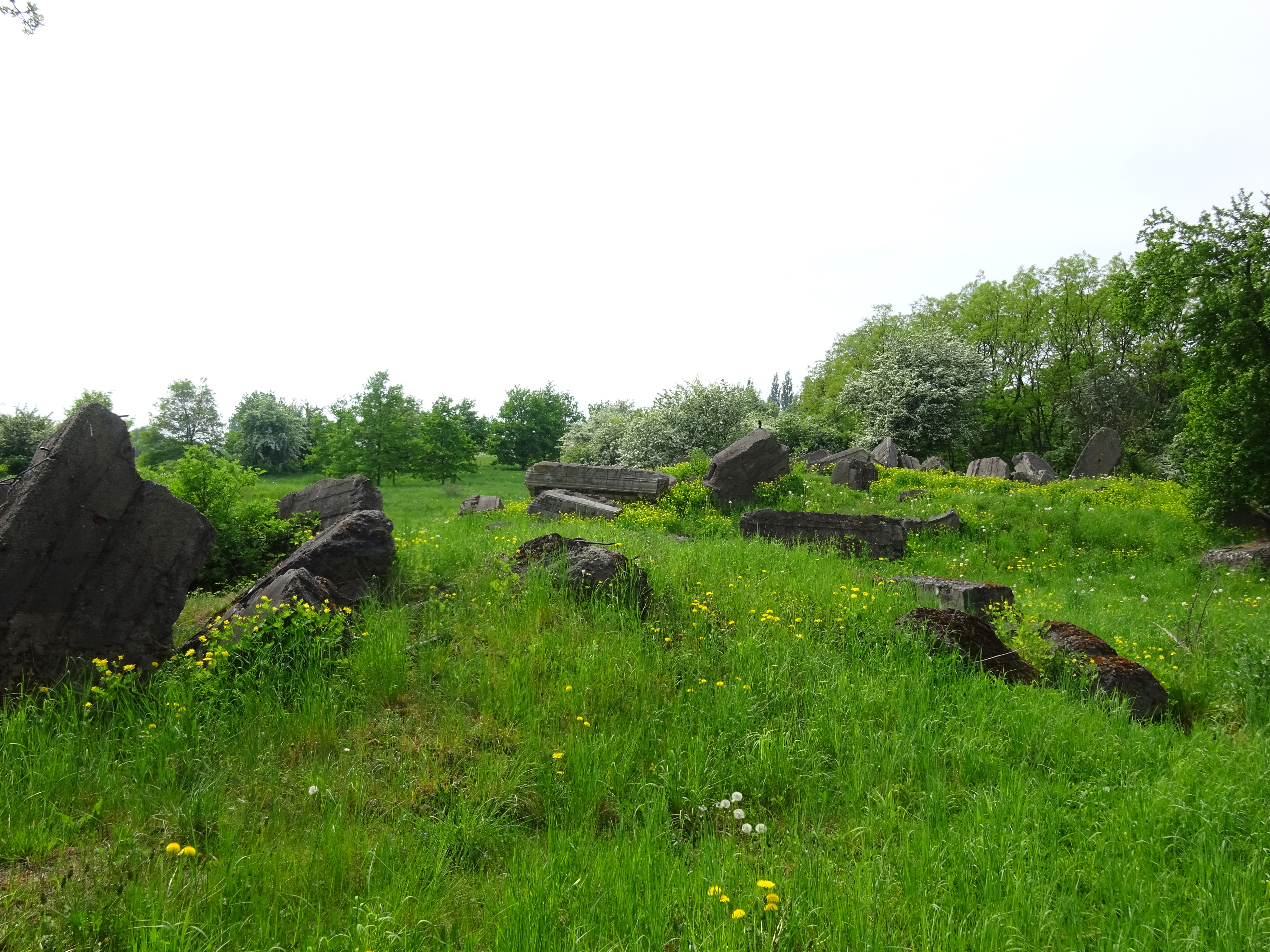
Ruiny domu przedpogrzebowego

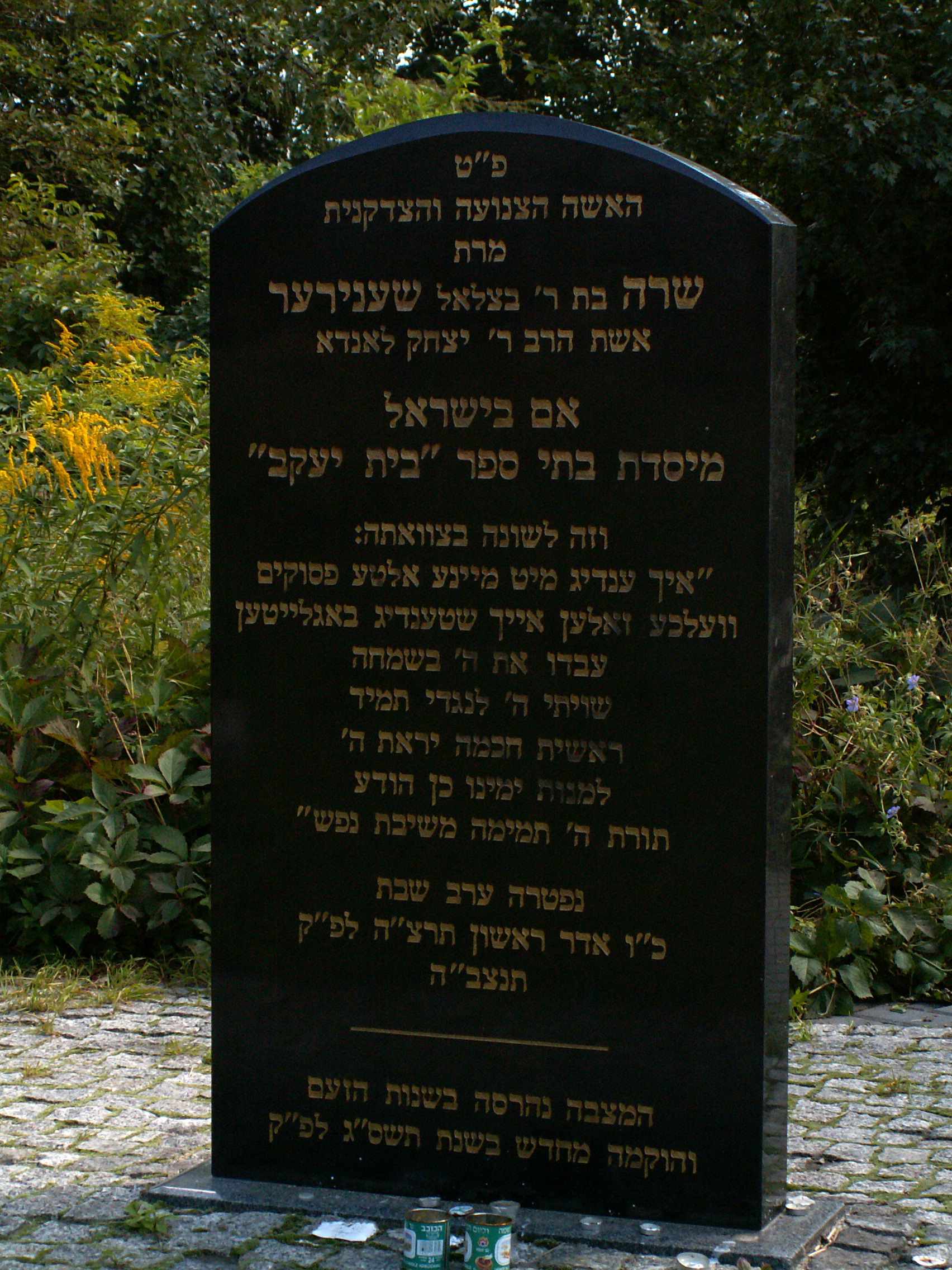
Replika macewy Sary Schenirer

Podgórski cmentarz żydowski nowy, nazwany także cmentarzem Abrahama – kirkut znajdujący się w Krakowie w dzielnicy XIII, w Podgórzu przy ulicy Abrahama 3.
Cmentarz zajmuje powierzchnię kilku hektarów i obecnie nie znajduje się na nim żaden nagrobek.

## Historia
Pod koniec XIX wieku krakowska gmina żydowska borykała się z problemem braku miejsca na podległych jej cmentarzach. Ponieważ nie było możliwości rozszerzenia cmentarza przy ul. Miodowej, w 1919 roku zakupiono ok. 8 ha gruntu na terenie Woli Duchackiej. Cmentarz miał dwa adresy: ul. Abrahama 3 i ul. Jerozolimska 14. Ponieważ ulica Jerozolimska przebiegała po północnej stronie cmentarza podgórskiego, na mapach z przełomu lat 30. i 40. XX wieku oba cmentarze opisywano jako stary i nowy. 
Wkrótce przystąpiono do budowy monumentalnego, bardzo nowoczesnego na owe czasy, domu przedpogrzebowego, którego projektantem był architekt Adolf Siódmak. W narożniku zbudowano tzw. Szary Dom – budynek bractwa Chewra Kadisza. Ogrodzony cmentarz otwarto 6 kwietnia 1932 roku. W uroczystości wziął udział rabin Josef Nechemia Kornitzer, który odprawił modły i wygłosił okolicznościowe kazanie. Następnie członkowie Chewra Kedisza, rabinat, członkowie zarządy i rady wraz ze gromadzonymi podczas otwarcia Żydami siedem razy (zgodnie z tradycją) okrążyli teren cmentarza. 17 sierpnia 1932 roku władze Krakowa wydały zgodę na otwarcie cmentarza. 
Cmentarz graniczył z inną żydowską nekropolią, na której chowano Żydów, z gminy podgórskiej.
Podczas II wojny światowej cmentarz ulegał stopniowej dewastacji. W 1941 roku w budynku przedpogrzebowym pracownicy krakowskiej Gminy Żydowskiej próbowali ukryć przedmioty liturgiczne z synagog, w tym zabytkowe zwoje Tory. Wraz z przeznaczeniem budynku na cele obozowe w 1944 roku zostały odkryte i przejęte przez załogę obozu. Zostały one wywiezione do Instytutu Badań Wschodnioniemieckich, a część z nich została zniszczona.
W 1942 roku na terenie nekropolii i sąsiadującego cmentarza przy ulicy Jerozolimskiej założono obóz pracy przymusowej, od 1944 roku obóz koncentracyjny KL Plaszow. Praktycznie wszystkie macewy i nagrobki użyto do utwardzenia dróg i na podmurówki baraków.
W domu przedpogrzebowym urządzono stajnie dla koni i bydła oraz chlew, a w Szarym Domu zamieszkali esesmani. Budynek wykorzystywano również jako więzienie. W 1944 roku budynek został częściowo rozebrany, a centralna kopuła została wysadzona.
Po zakończeniu wojny cmentarz stał opuszczony i stopniowo niszczał. W okresie powojennym rozebrano do fundamentów zachowaną, zachodnią kopułę domu przedpogrzebowego. Niedawno cmentarz został uporządkowany. Obecnie należy do Gminy Wyznaniowej Żydowskiej w Krakowie.
Na cmentarzu, w 2004 roku, staraniem wychowanek szkół Bejs Jaakow postawiono upamiętnienie Sary Schenirer. Napis na tablicy, nawiązującej kształtem do macewy, w tłumaczeniu na język polski, brzmi:
TU SPOCZYWA KOBIETA SKROMNA I SPRAWIEDLIWA

PANI SARA SCHENIRER CÓRKA R. BECALELA SCHENIRER

ŻONA RABINA R. ICCHAKA LANDAUA

MATKA W IZRAELU ZAŁOŻYCIELKA SZKOŁY W BET JAAKOW...

PRACOWAŁA DLA BOGA W RADOŚCI

ZAWSZE MIAŁA BOGA PRZED SOBĄ...

ZMARŁA W WIECZÓR SZABATU 26 DNIA PIERWSZEGO MIESIĄCA ADAR 5695

NIECH JEJ DUSZA ZAWIĄZANA BĘDZIE W WĘZŁY ŻYCIA.

MACEWA ODNOWIONA W ROKU 5763
Przewrócona macewa wróciła na swoje miejsce w styczniu 2024 roku. 
W 2022 przeprowadzona została społeczna akcja oznakowania naturalnymi barwnikami granic cmentarza.
W latach 2023–2024, jako część projektu upamiętnienia KL Plaszow, granice cmentarza zostały oznaczone betonowymi blokami.